# Arrenurus rawsoni
Arrenurus rawsoni är en kvalsterart som först beskrevs av Marshall 1919.  Arrenurus rawsoni ingår i släktet Arrenurus och familjen Arrenuridae. Inga underarter finns listade i Catalogue of Life.